# Цумур
Цумур, Сіміра (фінік. , грец. Σιμύρα) — стародавнє місто на східному узбережжі Середземного моря, нині — Тель-Казель у Сирії на правому березі річки Нахр ель-Абраш (стародавня Елевтерос).
Одне з найдавніших поселень, заснованих фінікійцями. За легендою засновник міста Цемарей був сином Ханаана. Піднесення міста пов'язують із розвитком торгівлі з Месопотамією.
У XV ст. до н. е. був приєднаний до Єгипту. За Тутмоса III став адміністративним центром єгипетської провінції, що охоплювала усю Північну Фінікію, і резиденцією намісника («рабіцу»). Згодом Цумур — завдяки змові з місцевим правителем — захопив ватажок «хапіру» Абдаширта, що прагнув створити незалежну державу Амурру. Єгиптяни швидко повернули місто під свою владу, проте вже син Абдаширти Азіру знову взяв Цумур в облогу — цього разу з допомогою арвадців, а здобувши місто — таки перетворив його на столицю Амурру.
Близько 1200 р. до н. е. місто буле спалено «народами моря». Загибеллю Амурру скористалися арвадці, які приєднали Цумур до своїх володінь. Місто — під час повернення з Арваду — відвідав ассирійський цар Тіглатпаласар I (1115 — 1077 рр. до н. е.), проте приєднувати його до свої володінь не став.
У 738 р. до н. е., після розгрому чергової антиассирійської коаліції, місто було зруйноване Тіглатпаласаром III. Проте одразу ж після цього у Північній Фінікії була створена ассирійська провінція з центром в саме в Цумурі. Тож місто стало базою для походів ассирійців проти Тіру (727 р. до н. е. і 701 р. до н. е.), Кіпру і Сідону. Після смерті Ашшурбаніпала — Цумур знову опинився під владою Арвада, а разом з ним потрапив спочатку під вавилонську, а потім і під перську зверхність. У складі держави Ахеменідів Цумур перетворився на визначний торговельний і ремісничий центр, тут була збудована потужна фортеця, проте самоврядування місто і не отримало.
Після завоювань Александра потрапив під владу Птолемеїв і занепав, поступившись своєю роллю сусіднім Амріту і Антараду. У 129 р. до н. е. був остаточно приєднаний до Арвада, а громадяни Цумуру навіть стали громадянами «метрополії» (чого не було за всіх попередніх випадків встановлення арвадської влади).